# Diachipteryx
Diachipteryx is een geslacht van kevers uit de familie van de loopkevers (Carabidae). De wetenschappelijke naam van het geslacht is voor het eerst geldig gepubliceerd in 1926 door Alluaud.

## Soorten
Het geslacht Diachipteryx is monotypisch en omvat slechts de volgende soort:
- Diachipteryx paradoxa Alluaud, 1925